# 蒼蠅座η
蒼蠅座η，又名CP-67 2224，HD 114911、SAO 252224、HR 4993，是蒼蠅座的一颗恒星，视星等为4.8，位于銀經305.18，銀緯-5.13，其B1900.0坐标为赤經13h 8m 28s，赤緯-67° -5.13′ 52″。